# Парреньо, Жерман
Жерма́н Парре́ньо Боиш (исп. Germán Parreño Boix; род. 16 февраля 1993, Эльче, Валенсия) — испанский футболист, вратарь клуба «Депортиво Ла-Корунья».

## Клубная карьера
Жерман Парреньо начинал карьеру футболиста в клубе «Эльче» из своего родного города, но в 2007 году, в возрасте 14 лет, он перешёл в «Эспаньол».
26 августа 2013 года Парреньо продлил контракт с «Эспаньолом» на 4 года, а также был переведён в основной состав клуба. 8 декабря он дебютировал на взрослом уровне в матче с клубом «Реал Хаэн», который завершился со счётом 2:2.
Жерман так же играл Ла Лиге 6 апреля 2014 года, заменив отстранённого Кико Касилью в матче против «Севильи», который завершился со счётом 1:4. 22 января следующего года, потеряв место запасного вратаря, он отправился в аренду в «Расинг» до конца сезона.
18 августа 2015 года Жерман отправился в аренду в «Жирону» до конца сезона. Там он стал дублёром Исаака Бесерры.
6 августа 2016 года Жерман вернулся в Эльче. Летом 2017 года присоединился к команде «УКАМ Мурсия», выступающей в Сегунде Б.